# Cardiff Arms Park
Le Cardiff Arms Park est un complexe sportif, situé à Cardiff au Pays de Galles.

## Équipements sportifs
Le complexe inclut ou a inclus les équipements suivants : 
- L'ancien Arms Park, où des compétitions sportives ont lieu depuis le milieu du XIXe siècle. C'est le stade historique du club de rugby à XV du Cardiff RFC (anciennement Cardiff Athletic Club), qui y joue toujours, et des Cardiff Blues, la franchise professionnelle qui s’aligne en Coupe d’Europe. L’équipe de cricket du comté de Glamorgan y a joué entre 1921 et 1963.

- Le nouvel Arms Park, aussi appelé le stade national (en), (qui au fil du temps a atteint la capacité de 52 000 places), construit juste à côté en 1967-1969 et détruit en 1997. Ce stade est connu pour avoir été le cœur du rugby gallois en tant que stade national de l’équipe du pays de Galles jusqu'en 1997. Il est considéré par certains comme le stade de rugby ayant offert la meilleure ambiance au monde, notamment en raison de la ferveur des spectateurs et des fameux chants qui s'élevaient des tribunes.

- Le Millennium Stadium, inauguré en 1999 à la place du nouvel Arms Park.

## Histoire
Le site tire son nom d'une auberge-relais de poste, le Red House, construit au milieu du XVIIe siècle, rebaptisée Cardiff Arms Hotel en 1792, puis Cardiff Arms en devenant un simple pub. Le premier affrontement sportif, un match de cricket, a lieu sur son site en 1848 et le premier match de rugby en 1874. En 1877, le Cardiff RFC, fondé en 1876, y joue son premier match, contre  Swansea. La première tribune (300 places) y est élevée en 1880. En 1883, le stade accueille sa première rencontre internationale : le Pays de Galles bat l’Irlande.
En décembre 1905, l’Arms Park est le théâtre de la seule défaite de la légendaire équipe des All Blacks lors de sa tournée de deux ans à travers le monde (3-0). C’était le premier affrontement entre les deux équipes et les journaux sacrent les Gallois champions du monde officieux. Les Néo-Zélandais maintiennent encore aujourd'hui que l’arbitre leur a refusé un essai valable qui leur aurait donné le match nul. 
En 1908, Galles y bat l’Australie en tournée pour la première fois. En 1928, des courses de lévriers y sont organisées pour la première fois. Les dernières auront lieu en 1977. En 1941, le stade subit les bombardements allemands. En 1963, un projet de développement du site est engagé et un nouveau stade est construit pour l’équipe nationale de rugby à partir de 1967. Le Cardiff RFC récupère alors le stade de cricket (l’équipe de cricket du Glamorgan est relogée sur le site de Sophia Gardens).
Le nouvel Arms Park est inauguré en 1970. En 1980, le nouvel Arms Park accueille son premier match de rugby à XIII (Galles-Angleterre). En 1984, après rénovation, il devient le National Stadium, Cardiff Arms Park. En 1987, il accueille son premier concert (David Bowie). Les Rolling Stones s’y produisent en 1990 et Tina Turner en 1996. En 1993, Lennox Lewis y défait Frank Bruno à l’occasion du championnat du monde WBC des lourds. En 1996 et 1997, l’Arms Park accueille les deux premières finales de la Coupe d’Europe. En 1997, le National Stadium est détruit et remplacé par le Millennium Stadium, inauguré en 1999, et qui jouxte l’ancien Arms Park, qui est, lui, toujours debout.